# Bosruiter
De bosruiter (Tringa glareola) is een steltloper. Deze Europese vogelsoort is de kleinste van de ruiters.

## Kenmerken
Met een slanke snavel, bruine bovenkant en lange, geelgroene poten lijkt de bosruiter op een witgatje of groot formaat oeverloper. Hij verschilt met de witgat door zijn minder contrasterende witte buik, hij heeft een meer 'vierkante' kop en een duidelijke oogstreep. Hij mist de donkere ondervleugel van het witgatje. Ook het geluid is anders, de bosruiter roept tief-tief-tief, alles op gelijke toonhoogte. Bij het witgatje variëren de toonhoogte en het ritme.

## Leefwijze
Deze in kleine groepjes levende vogels zoeken hun voedsel in ondiep water en modder. Hun voedsel bestaat voornamelijk uit insecten en hun larven, maar ook wormen, spinnen, kreeftjes en visjes staan op het menu. Hij broedt voornamelijk op de grond of gebruikt een oud vogelnest in een boom.

## Voortplanting
Het legsel bestaat uit vier roomkleurige tot licht groengele eieren met grote en kleine roodbruine vlekken.

## Verspreiding en leefgebied
De bosruiter broedt in drassige hoogvenen in het noorden van Europa en Azië, met name van noordelijk en centraal Europa tot oostelijk Siberië en noordoostelijk China. Ze trekken naar Afrika en zuidelijk Azië, vooral India. Trekkende vogels zijn zelfs gezien op Hawaï. De bosruiter is vooral te vinden aan waterkanten van zoetwaterpoelen zoals veedrinkputten en meren, soms ook op wadden of slikken.

## Verwantschap
Bosruiter en witgatje zijn beide verwant aan de tureluur, de groenpootruiter en de zwarte ruiter. Alle vijf soorten behoren tot de ruiters.

## Status
De bosruiter is in Nederland uitgestorven als broedvogel in de jaren dertig van de twintigste eeuw. Het was een vogel van hoogveenmoerassen. Veel langer waren er nog broedvogels in vergelijkbare biotopen in Noord-Duitsland en Denemarken, maar ook daar ging de bosruiter razendsnel achteruit. In 2005 was er onverwacht een broedend paar in de Ackerdijkse Plassen bij Delft. Verder wordt de bosruiter in Nederland op doortrek van en naar het noorden regelmatig waargenomen in mei en in de maanden juli, augustus en september (zie recente waarnemingen bij externe links). De grootte van de totale populatie is in 2015 geschat op 3,1-3,5 miljoen vogels. Op de Rode lijst van de IUCN heeft deze soort de status niet bedreigd.

## Video
- Video van een zingende bosruiter